# Sur les hauteurs anonymes (chanson)
Sur les hauteurs anonymes (en russe : На безымянной высоте, Na bezymyannoy vysote), également connue sous le nom de Près d'un village inconnu (en russe : У незнакомого посёлка, Ou neznakomogo posyolka), est une chanson soviétique sur la Seconde Guerre mondiale. Le texte en a été écrit par Mikhaïl Matoussovski en 1963, sur une musique de Veniamin Basner, et la chanson constitue l'un des thèmes du film de guerre Silence (en russe : Тишина, Tichina), sorti en 1964. La chanson est basée sur des événements historiques réels et glorifie trois soldats chanceux, seuls survivants d'un escadron d'infanterie de dix-huit soldats. La hauteur en question est une grosse colline située près du village de Roubejonka dans le district de Kouïbychevski, dans l'oblast de Kalouga, tandis que les soldats mentionnés dans la chanson faisaient partie de la 139e division d'infanterie soviétique.

## Contexte
En août 1943, la 139e division de fusiliers soviétique est renforcée par l'arrivée de nouveaux conscrits volontaires. Dix-huit ouvriers d'usine nouvellement arrivés de Novossibirsk reçoivent pour mission d'occuper furtivement une hauteur derrière les lignes ennemies à proximité de l'actuel village de Roubejonka dans l'oblast de Kalouga. Dirigés par le sous-lieutenant Yevgeniy Prochine, ils devaient accomplir leur mission avant le 14 septembre. La mission réussit ; cependant, ils se font bientôt repérer par une patrouille allemande, ce qui conduit à leur encerclement et à leur élimination. Aucune évaluation réelle de la mission n’a été enregistrée. Même si les paroles de la chanson évoquent trois survivants, il n'y en avait en réalité que deux : le sergent Konstantine Vlassov et le soldat Gerasim Lapine. Leurs vies ont été miraculeusement épargnées après qu'ils ont été assommés. Le sergent Vlassov a été fait prisonnier, mais a pu plus tard s'échapper auprès des partisans ; le soldat Lapine a été retrouvé parmi les morts par les forces armées soviétiques reprenant du terrain.
Nikolaï Danilenko, Dmitriy Yarouta, Yemelyan Belokonov, Petr Panine, Dmitriy Chliakhov, Roman Zakomoldine, Nikolaï Galenkine, Timofeï Kasabiyev, Gavriil Vorobyov, Aleksandr Artamonov, Dmitriy Lipovitser, Boris Kigel, Daniil Denisov, Petr Romanov et Ivan Koulikov faisaient partie des soldats morts pendant l'exécution de la mission.

## Paroles traduites
De la fumée s'échappait des bosquets sous la montagne
Le soleil se couchait sur le brasier
Il ne restait que trois d'entre nous
Parmi les dix-huit autres gars
Combien d'entre eux, de ces amis si proches
Étaient restés dans l'obscurité, gisant
À proximité d'un village inconnu
Au sommet d'une hauteur qui n'a pas de nom
Le missile tiré brillait comme une étoile
Quand il tombait du ciel
Ceux qui en ont été témoins au moins une fois
Ne l'oublieront pas jusqu'à leur mort
Ne l'oublieront pas, ne l'oublieront pas
Les attaques féroces qui se sont produites là-bas
À proximité d'un village inconnu
Au sommet d'une hauteur qui n'a pas de nom
Les Messerschmidts au-dessus de nous qui tournaient en rond
Comme en plein jour, étaient si visibles
Mais notre amitié s'est renforcée
Dans l'enfer de l'artillerie
À travers les moments difficiles que nous avons connus ensemble
Nous sommes restés fidèles à notre objectif
À proximité d'un village inconnu
Au sommet d'une hauteur qui n'a pas de nom
Je rêve toujours de leurs visages
Ces camarades des années de guerre
Je vois notre abri en trois couches
Un pin au sommet qui a été brûlé
Comme si en ce moment, je me tenais à côté d'eux
De nouveau devant le bord ardent
À proximité d'un village inconnu
Au sommet d'une hauteur qui n'a pas de nom